# Создания света, Создания тьмы
«Создания света, Создания тьмы» (англ. Creatures of Light and Darkness; в некоторых русских переводах также «Порождения света и тьмы» или «Создания Света и Тьмы») — роман американского писателя-фантаста Роджера Желязны. Действие произведения разворачивается в далёком будущем, где люди населяют множество миров. Некоторые из персонажей обладают возможностями богов или даже являются ими — присутствуют имена и аспекты различных египетских богов. Как и в других романах, Желязны использует древние мифы, в данном случае из египетской и отчасти греческой мифологии, соединяя в книге футуристические технологии с элементами фэнтези.

## История создания
Книга была первоначально задумана и написана как не более чем письменное упражнение Роджера Желязны. Он написал её в настоящем времени, сочинил целую главу в поэзии и сделал заключительную главу в виде сценария пьесы. Автор никогда не намеревался это публиковать, но когда Сэмюэль Дилени узнал об этом произведении, он убедил редактора Doubleday взять у Желязны его рукопись в черновом варианте. Поэтому автор посвятил роман Дилэни.

## Предыстория
Вселенной романа когда-то правил бог Тот, который управлял различными силами во Вселенной, поддерживая их баланс. В своё время он делегировал эти полномочия своим «ангелам» (другие богоподобные существа), каждый из которых отвечал за разные «станции» или силы во Вселенной. Среди таких станций были Дом мёртвых, Дом жизни, Дом Огня и так далее.
Однажды Тот обнаружил тёмную силу на далёкой планете. Это существо, названное Вещь-что-плачет-в-ночи, оказалось настолько мощным и злонамеренным, что почти уничтожило жену Тота и угрожало всей галактике. Тот бросил все силы, чтобы сдержать и уничтожить существо и пренебрёг таким образом своими обязанностями по поддержанию порядка во Вселенной. Некоторые ангелы воспользовались вакуумом власти и подняли мятеж, борясь между собой за доминирование.
Сын Тота Сет, который одновременно является его отцом, сражался с этим существом на опустошённой планете. Когда Сет собирался уничтожить существо, он подвергается нападению ангела Осириса, который применяет Молот-что-разбивает-солнца, мощное оружие, почти убившее Сета и существо. Брат Тота, Тифон, который помогал Сету в бою, исчезает без следа и считается погибшим.
Вещь-что-плачет-в-ночи пережила взрыв и Тот, который был уже свергнут своими ангелами, не имеет выбора, кроме как содержать тёмную силу в изоляции, пока он не найдёт способ уничтожить её. Он также распределяет оружие и броню Сета по разным местам во Вселенной, где они будут надёжно храниться на случай возвращения Сета. Будучи свергнут, он теперь носит имя Принц-Который-был-Тысячей.
Некоторые из оставшихся в живых ангелов скрываются среди народов Вселенной как таинственные «бессмертные», а Осирис и Анубис захватили Дом Жизни и Дом Мёртвых соответственно. Другие станции заброшены, Осирис с Анубисом контролируют единственные действующие силы во Вселенной. Осирис поощряет жизнь везде, где это возможно, а Анубис её уничтожает. Таким образом, Средние Миры, расположенные между Домом Жизни и Домом Мёртвых, мечутся между изобилием и голодом, распространением чумы, перенаселением и уничтожением.

## Отсылки
Большинство основных персонажей имеют имена и некоторые черты египетских богов. Но Тифон принадлежит к греческой мифологии и был огнедышащим драконом, а не тенью лошади; к тому же, греки считали его идентичным Сету. Норны являются ткачихами судьбы в германо-скандинавской мифологии, а не кузнецами. Стальной генерал, дух революции, практически без изменений заимствован из «Зачарованного Тисового острова» Фрэнка Баума. Другие второстепенные персонажи не имеют явных мифологических заимствований.
Тифон также содержит в себе и контролирует так называемую Скагганакскую Пропасть, которая описывается как «бездна, которая не является бездной. Это разрыв в ткани пространства. Это — ничто». Это описание напоминает концепцию чёрной дыры, которая существует с 1915 года, хотя сам термин «чёрная дыра» придуман в 1967 году и лишь постепенно стал стандартным названием. Таким образом, Скагганакская Пропасть является одним из ранних примеров использования чёрной дыры в научной фантастике.

## Приём
Альгис Будрис дал Созданиям беспокойно положительный отзыв, восхваляя его за «множество приятных подробностей и описания реалистичных взаимодействий между людьми», но предупредил, что необычная писательская техника автора «вероятно, собьёт с толку и выведет из себя» многих читателей.